# Used (kommunhuvudort)
Used är en kommunhuvudort i Spanien.   Den ligger i provinsen Provincia de Zaragoza och regionen Aragonien, i den nordöstra delen av landet, 190 km öster om huvudstaden Madrid. Used ligger 1 049 meter över havet och antalet invånare är 355.
Terrängen runt Used är kuperad åt nordost, men åt sydväst är den platt. Runt Used är det mycket glesbefolkat, med 4 invånare per kvadratkilometer. Närmaste större samhälle är Daroca, 13,8 km nordost om Used. Trakten runt Used består till största delen av jordbruksmark.